# Joe Pavelski
Joseph James Pavelski (Plower, Wisconsin, 11 de julio de 1984) es un jugador profesional de hockey sobre hielo estadounidense que pertenece a los Dallas Stars, de la National Hockey League (NHL). Es el 11.º jugador de los Sharks en marcar un gol en su debut en la NHL. Ganó una medalla de plata formando parte de la selección de hockey sobre hielo de Estados Unidos en los Juegos Olímpicos de Invierno 2010 en Vancouver.

## Vida personal
Sus padres son Sandy y Mike Pavelski, y además tiene tres hermanos —Jerry, Sheri y Scott. Su familia es polaca-americana y su apellido se deletrea originalmente como Pawelski. Su madre dijo: "Él amaba cualquier cosa atlética, y el hockey era una perfecta opción para el invierno. Nunca te das cuenta de que tu hijo es tan bueno." Joe Pavelski es copropietario del equipo de los Janesville Jets, equipo de la NAHL. Su hermano menor, Scott, actualmente juega para el equipo de Hockey sobre hielo masculino de la Universidad de New Hampshire.

## Trayectoria como jugador

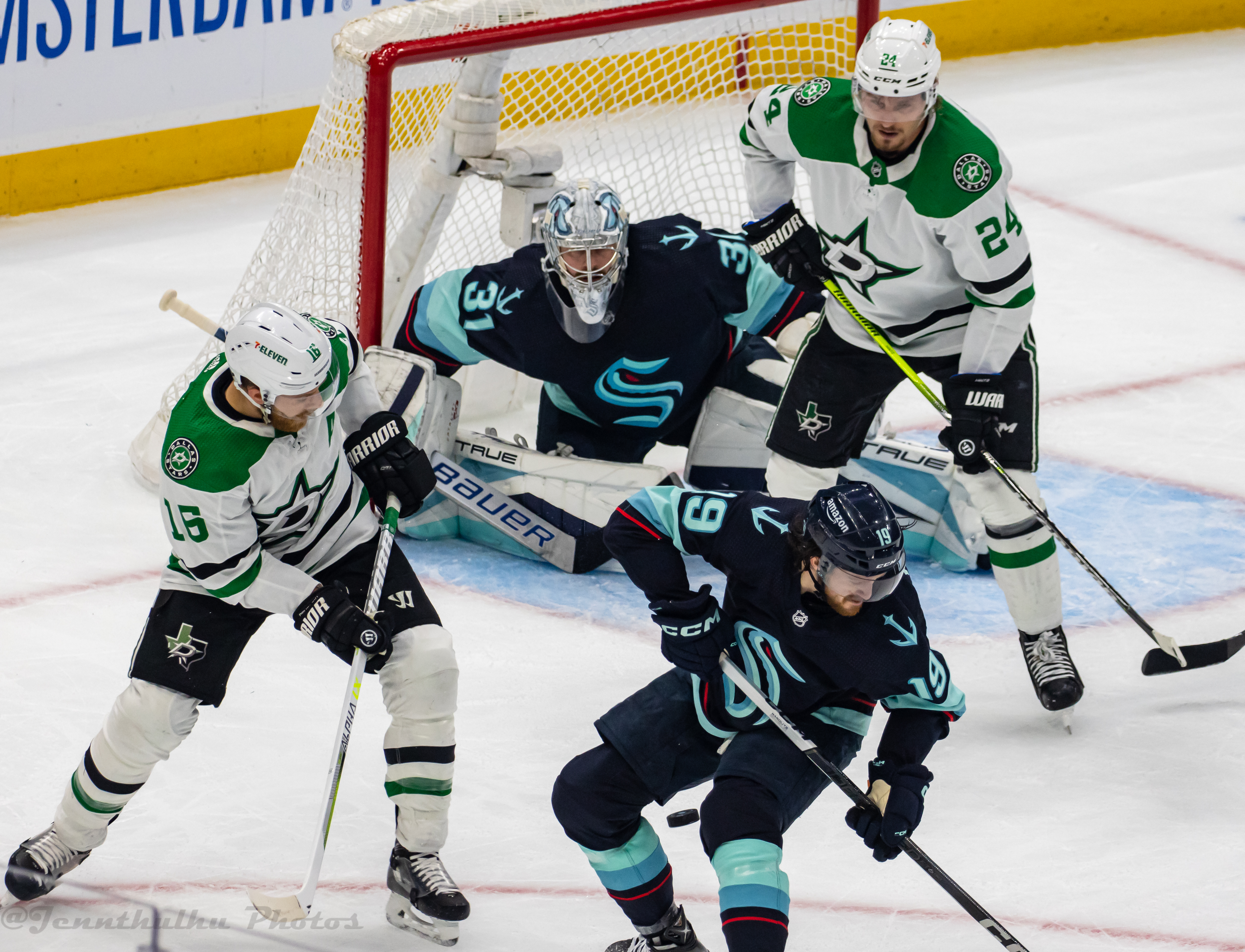
Segunda ronda del juego seis de los playoffs de la Copa Stanley con los Dallas Stars en Seattle Kraken el 13 de mayo de 2023.

### Amateur
Pavelski ganó el Campeonato estatal de hockey sobre hielo del estado de Wisconsin, con las panteras de SPASH (Stevens Point Area Senior High) en el 2002. Fue integrante de los Waterloo Blackhawks, miembros de la USHL y campeones de la Clark Cup 2004. Ganó el Dave Tyler Junior Player of the Year Award 2004, otorgado por la USHL.
Pavelski jugó 84 juegos durante dos temporadas (2004–06) en la Universidad de Wisconsin de la Western Collegiate Hockey Association, donde anotó 101 puntos (39-62). Pavelski fue convocado al equipo de novatos del All-WCHA en el 2005. También fue seleccionado por el segundo equipo del All-WCHA y por el segundo equipo del All-America, pertenecientes a la División I masculina de la RBK del Oeste. Además ayudó a Wisconsin a ganar el Campeonato de hockey sobre hielo masculino de la división I de la NCAA 2006, estando a la cabeza de su equipo en puntos totales.

### Profesional
Pavelski inició su carrera en la NHL durante la temporada 2006–07. Comenzó con una buena racha, anotando un gol en su primer juego y anotando un total de siete goles y 10 puntos en sus primeros 12 juegos. Continuó jugando bien, pero sufrió de una lesión en la pierna, la cual redujo su tiempo de juego.[cita requerida] Pavelski obtuvo el sobrenombre de "Little Joe" del comentarista de los Sharks, Randy Hahn. Esto fue con referencia al compañero de equipo de Pavelski, y súper estrella de los San Jose, Joe Thornton, más conocido como "Jumbo Joe".
Durante la temporada 2007–08, Pavelski se convirtió en jugador regular de la lista de los Sharks y en uno de los mejores y más consistentes jugadores jóvenes en el equipo, jugando en todos los 82 juegos regulares de la temporada y en todos los 13 juegos de los playoff. También se convirtió en uno de los jugadores más peligrosos de la NHL en shootouts, anotando siete veces de 11 oportunidades en esa temporada. Durante los playoffs de la Copa Stanley 2008, Pavelski estaba empatado con Ryane Clowe en ser el líder del equipo en goles (cinco) y por segunda vez, también con Clowe, en puntos (nueve). Pavelski también encabezó a los San Jose con tres goles ganadores durante los playoffs. Con ello Pavelski empató el tercera lugar en la liga. Con respecto a sus estadísticas ofensivas, terminó empatado en 12.º lugar entre los delanteros de la NHL en tiros bloqueados (59) durante la temporada regular.
Pavelski tuvo otra temporada sólida en 2008–09, jugando en 80 juegos y consiguiendo 25 goles, 34 asistencias y 59 puntos—nuevas marcas personales en las tres categorías.
Durante los playoffs de la Copa Stanley 2010, Pavelski tuvo tres juegos consecutivos en los que anotó más de un gol (Juego 6, contra Colorado Avalanche y juego 1 y 2 contra los Detroit Red Wings). Esto no solo ayudó a los Sharks a ganar dichos juegos, sino que también hizo que se convirtiera en el primer jugador en hacerlo desde Mario Lemieux en 1992. Fue después de esta racha que también consiguió el apodo de "The Big Pavelski", para acompañar a su antiguo sobrenombre, "Little Joe".
Pavelski casi anotabá su primer hat trick en la NHL, el 19 de marzo de 2011 contra los St. Louis Blues. Después del juego, sin embargo, uno de los goles fue adjudicado a Patrick Marleau, el cual había sido antes originalmente atribuido a Pavelski. Esto otorgó solo dos goles para Pavelski en el juego.
Durante el cierre patronal 2012–13 de la NHL, Pavelski firmó con el equipo bielorruso, Dinamo Minsk, de la Liga Continental de Hockey (KHL, por sus siglas en inglés).
El 30 de julio de 2013, los Sharks anunciaron que habían firmado una extensión de contrato de 5 años con Pavelski. Esta extensión iniciaría el 1 de julio de 2014, que era la fecha en la que expiraba el contrato que tenía Pavelski hasta ese momento.
El 11 de marzo de 2014, contra los Toronto Maple Leafs, Pavelski anotó su punto número 400 de toda su carrera. Durante la temporada, Pavelski consiguió un récord personal de 41 goles y de 79 puntos.
El 5 de octubre de 2015, fue nombrado capitán de los Sharks.
El 1 de julio de 2019 firmó un contrato por 3 años y 21 millones de dólares con los Dallas Stars, con un valor medio de 7 millones de dólares por temporada.

## Juego internacional
El 1 de enero de 2010, Pavelski fue seleccionado para el Equipo Olímpico de Estados Unidos 2010. Fue el único jugador estadounidense de los San Jose Sharks. Tuvo tres asistencias que ayudaron a que el equipo consiguiera la medalla de plata y quedó en segundo lugar entre todos los jugadores del torneo en porcentaje de saques. En los últimos segundos del tiempo reglamentario, en el juego por la medalla de oro, Pavelski ganó un saque bateando un tiro en el aire, e hizo un pase que produjo la jugada que logró que Estados Unidos empatara el juego con 24 segundos en el reloj. Fue apodado "Swiss Army Knife" por el gerente general estadounidense, Brian Burke. El 1 de enero de 2014, Pavelski fue seleccionado por el Equipo Olímpico de Estados Unidos 2014, siendo esta su segunda aparición.

## Estadísticas de carrera

### Temporada regular y playoffs
| 2002–03     | Waterloo Black Hawks | USHL        | 61  | 36  | 33  | 69  | 32  | 7  | 5  | 7  | 12 | 8  |
| 2003–04     | Waterloo Black Hawks | USHL        | 52  | 21  | 31  | 52  | 58  | 10 | 5  | 4  | 9  | 10 |
| 2004–05     | Wisconsin Badgers    | WCHA        | 41  | 16  | 29  | 45  | 26  | —  | —  | —  | —  | —  |
| 2005–06     | Wisconsin Badgers    | WCHA        | 43  | 23  | 33  | 56  | 34  | —  | —  | —  | —  | —  |
| 2006–07     | Worcester Sharks     | AHL         | 16  | 8   | 18  | 26  | 8   | —  | —  | —  | —  | —  |
| 2006–07     | San Jose Sharks      | NHL         | 46  | 14  | 14  | 28  | 18  | 6  | 1  | 0  | 1  | 0  |
| 2007–08     | San Jose Sharks      | NHL         | 82  | 19  | 21  | 40  | 28  | 13 | 5  | 4  | 9  | 0  |
| 2008–09     | San Jose Sharks      | NHL         | 80  | 25  | 34  | 59  | 46  | 6  | 0  | 1  | 1  | 9  |
| 2009–10     | San Jose Sharks      | NHL         | 67  | 25  | 26  | 51  | 26  | 15 | 9  | 8  | 17 | 6  |
| 2010–11     | San Jose Sharks      | NHL         | 74  | 20  | 46  | 66  | 24  | 18 | 5  | 5  | 10 | 10 |
| 2011–12     | San Jose Sharks      | NHL         | 82  | 31  | 30  | 61  | 31  | 5  | 0  | 0  | 0  | 5  |
| 2012–13     | HC Dinamo Minsk      | KHL         | 17  | 7   | 7   | 14  | 10  | —  | —  | —  | —  | —  |
| 2012–13     | San Jose Sharks      | NHL         | 48  | 16  | 15  | 31  | 10  | 11 | 4  | 8  | 12 | 0  |
| 2013–14     | San Jose Sharks      | NHL         | 82  | 41  | 38  | 79  | 32  | 7  | 2  | 4  | 6  | 2  |
| 2014–15     | San Jose Sharks      | NHL         | 82  | 37  | 33  | 70  | 29  | —  | —  | —  | —  | —  |
| NHL totales | NHL totales          | NHL totales | 643 | 228 | 257 | 485 | 244 | 81 | 26 | 30 | 56 | 32 |

### Internacional
| Año             | Equipo          | Evento             | Resultado       |    | Juegos Jugados | Goles | Asistencias | Puntos | Penaltis |
| --------------- | --------------- | ------------------ | --------------- | -- | -------------- | ----- | ----------- | ------ | -------- |
| 2009            | Estados Unidos  | Campeonato Mundial | 4.º             | 5  | 1              | 1     | 2           | 0      |          |
| 2010            | Estados Unidos  | Juegos Olímpicos   |                 | 6  | 0              | 3     | 3           | 4      |          |
| 2014            | Estados Unidos  | Juegos Olímpicos   | 4.º             | 6  | 1              | 4     | 5           | 0      |          |
| Totales Mayores | Totales Mayores | Totales Mayores    | Totales Mayores | 17 | 2              | 8     | 10          | 4      |          |

## Premios y honores
| Premio                             | Año     |
| ---------------------------------- | ------- |
| All-WCHA Rookie Team               | 2004–05 |
| All-WCHA Second Team               | 2005–06 |
| AHCA West Second-Team All-American | 2005–06 |
| NHL Second All-Star Team           | 2014    |

## Transacciones
- El 22 de junio de 2003 – reclutado por los San Jose Sharks en la ronda 7, número 205 en total.
- En el 2006, Pavelski firmó un contrato de entrada de 2 años con valor anual aproximado de 850,000 dólares.[16]
- El 25 de junio del 2008, Pavelski firmó una extensión de contrato, por un pago de 3.3 millones de dólares durante los siguientes dos años.[17]
- El 24 de junio del 2010, Pavelski firmó un contrato de 16 millones de dólares por 4 años para quedarse con los Sharks.
- El 30 de julio del 2013, Pavelski firmó una extensión de contrato de 30 millones de dólares por 5 años con los Sharks.[18]
- El 1 de julio de 2019, Pavelski firmó, como agente libre, un contrato de 21 millones de dólares por 3 años con los Dallas Stars.